# مقاطعة ميرسر (نيو جيرسي)
مقاطعة ميرسر (بالإنجليزية: Mercer County, New Jersey)‏ هي إحدى مقاطعات ولاية نيو جيرسي في الولايات المتحدة. ، بلغ عدد سكانها 366513 نسمة في عام 2010 حسب إحصاء مكتب تعداد الولايات المتحدة وتصل الكثافة السكانية فيها 627 نسمة/كم2.

## المناخ
يظهر الجدول التالي التغييرات المناخية على مدار السنة لمقاطعة ميرسر:
| البيانات المناخية لـمقاطعة ميرسر  | البيانات المناخية لـمقاطعة ميرسر | البيانات المناخية لـمقاطعة ميرسر | البيانات المناخية لـمقاطعة ميرسر | البيانات المناخية لـمقاطعة ميرسر | البيانات المناخية لـمقاطعة ميرسر | البيانات المناخية لـمقاطعة ميرسر | البيانات المناخية لـمقاطعة ميرسر | البيانات المناخية لـمقاطعة ميرسر | البيانات المناخية لـمقاطعة ميرسر | البيانات المناخية لـمقاطعة ميرسر | البيانات المناخية لـمقاطعة ميرسر | البيانات المناخية لـمقاطعة ميرسر | البيانات المناخية لـمقاطعة ميرسر |
| الشهر                             | يناير                            | فبراير                           | مارس                             | أبريل                            | مايو                             | يونيو                            | يوليو                            | أغسطس                            | سبتمبر                           | أكتوبر                           | نوفمبر                           | ديسمبر                           | المعدل السنوي                    |
| --------------------------------- | -------------------------------- | -------------------------------- | -------------------------------- | -------------------------------- | -------------------------------- | -------------------------------- | -------------------------------- | -------------------------------- | -------------------------------- | -------------------------------- | -------------------------------- | -------------------------------- | -------------------------------- |
| متوسط درجة الحرارة الكبرى °ف (°م) | 39.1 (3.9)                       | 42.6 (5.9)                       | 50.8 (10.4)                      | 62.7 (17.1)                      | 72.5 (22.5)                      | 81.6 (27.6)                      | 86.0 (30.0)                      | 84.2 (29.0)                      | 77.2 (25.1)                      | 65.9 (18.8)                      | 55.0 (12.8)                      | 43.7 (6.5)                       | 63.5 (17.5)                      |
| المتوسط اليومي °ف (°م)            | 30.5 (−0.8)                      | 33.3 (0.7)                       | 40.8 (4.9)                       | 51.4 (10.8)                      | 61.0 (16.1)                      | 70.4 (21.3)                      | 75.1 (23.9)                      | 73.5 (23.1)                      | 66.1 (18.9)                      | 54.6 (12.6)                      | 45.1 (7.3)                       | 35.4 (1.9)                       | 53.2 (11.8)                      |
| متوسط درجة الحرارة الصغرى °ف (°م) | 22.0 (−5.6)                      | 24.1 (−4.4)                      | 30.7 (−0.7)                      | 40.1 (4.5)                       | 49.5 (9.7)                       | 59.2 (15.1)                      | 64.2 (17.9)                      | 62.8 (17.1)                      | 55.0 (12.8)                      | 43.3 (6.3)                       | 35.3 (1.8)                       | 27.0 (−2.8)                      | 42.9 (6.1)                       |
| الهطول إنش (مم)                   | 3.41 (87)                        | 2.69 (68)                        | 4.07 (103)                       | 4.14 (105)                       | 4.19 (106)                       | 4.25 (108)                       | 5.40 (137)                       | 4.02 (102)                       | 4.36 (111)                       | 4.00 (102)                       | 3.71 (94)                        | 4.03 (102)                       | 48.27 (1٬226)                    |
| متوسط الرطوبة النسبية (%)         | 66.0                             | 62.3                             | 58.3                             | 58.2                             | 63.0                             | 67.4                             | 67.5                             | 70.0                             | 71.2                             | 70.2                             | 68.4                             | 67.8                             | 65.9                             |
| المصدر: PRISM Climate Group       |                                  |                                  |                                  |                                  |                                  |                                  |                                  |                                  |                                  |                                  |                                  |                                  |                                  |

## وصلات خارجية
- United States Counties